# Prunus guanaiensis
Prunus guanaiensis är en rosväxtart som beskrevs av Henry Hurd Rusby. Prunus guanaiensis ingår i släktet prunusar, och familjen rosväxter. Utöver nominatformen finns också underarten P. g. micradenia.